# Johann Heinrich Heubel
Johann Heinrich Heubel (* 25. Juli 1694 in Magdeburg; begraben 6. Dezember 1758 in Hamburg) war Jurist und Forscher für Literar- und Religionsgeschichte in der Zeit der Frühaufklärung des 18. Jahrhunderts.

## Leben

### Jugend und Ausbildung
Johann Heinrich Heubel (JHH) war das erste von 7 Kindern des Kauf- und Handelskrämers Heinrich Michael Heubel (1665–1736) aus Plaue/Havel und seiner Ehefrau Maria Elisabeth Gründel (1670–1732). Sein Geburtshaus in Magdeburg war das Haus Nr. 10 am Markt.
Nachdem die Eltern 1712 von Magdeburg nach Zerbst zogen, studierte JHH in Wittenberg Recht. Dort findet sich die Matrikeleintragung vom 12. Mai 1713. Er gab als Studierender in Wittenberg den „2. Teil der Lebensbeschreibungen berühmter Männer“ (Ado. Clarmunds 4 Bände in 12 Teilen, Wittenberg 1704–1714) heraus. JHH beschäftigte sich dann viel mit Geschichte, besonders mit Literaturgeschichte.

### Am Hofe Holstein-Gottorf
Er lebte 1717 in Hamburg und war Erzieher und Lehrer der Kinder des Herzogs von Schleswig-Holstein und protestantischen Fürstbischofs des Hochstifts Lübeck, Christian August (1673–1726) mit Residenz im Eutiner Schloss.
Zu diesen Kindern, die JHH erzog und später auf Reisen begleitete, gehörten auch:
- Adolf Friedrich (1710–1771), seit 1751 König von Schweden und Nachfolger Karls XII, dessen Biographie von JHH übersetzt wurde
- Friedrich August (1711–1785), Herzog von Oldenburg, er wurde 1745 Taufpate des Sohnes von JHH
- Johanna Elisabeth (1712–1760), Mutter von Katharina II von Russland. Ihr Ehemann Christian August wurde ebenfalls 1745 Taufpate seines Sohnes.
- Georg Ludwig (1719–1763), später verheiratet mit Sophie Charlotte von Schleswig-Holstein-Sonderburg-Beck (1722–1763). Auch sie wurde 1745 Taufpatin des Sohnes von JHH.

1719 befasste sich Heubel mit germanistischen Studien zur gotischen und mittelalterlichen Sprachgeschichte und wurde am 12. Februar 1721 auswärtiges Mitglied der preußischen Akademie der Wissenschaften (heute: Berlin-Brandenburg). Er folgte damit seinen Mitgliedskollegen Johann Albert Fabricius und Mathurin Veyssière de LaCroze (Mitglied seit 1701), Johann Christoph Wolf (seit 1712) und Johann Georg Wachter (Mitglied seit 1720), die alle bedeutenden Einfluss auf sein späteres Wirken zu haben scheinen.

### Die Professur in Kiel

#### Bestellung
1723 wurde JHH zum holstein-gottorfischen Historiographen und bald darauf zum Professor der Rechte in Kiel ernannt. Doch schon vor seiner spektakulären Antrittsrede gab es in der juristischen Fakultät seit 1720 erhebliche Streitereien und Intrigen unter den Dozenten. Zu Prof. Franz Ernst Vogt, der seit 1713 allein die Fakultät repräsentierte und besondere Kenntnisse im schleswig-holsteinischen Privat- und Prozessrecht besaß, gesellten sich Heubel als Spezialist für Natur- und Völkerrecht und besonders befähigt in den historischen Wissenschaften sowie dessen Kollege und enger Freund Peter Friedrich Arpe (1682–1740), philosophisch geschult und gebildet auf dem Gebiet des vaterländischen Rechts und der einheimischen Rechtsgeschichte. Diese drei Personen: Vogt, Heubel und Arpe arbeiteten fachlich im Sinne von Thomasius eng zusammen, waren liberal deutschrechtlich orientiert und verstanden sich auch persönlich.
Deren Kontrahent war Prof. Stephan Christoph von Harpprecht aus Tübingen, spezialisiert auf das römische Recht und das Partikularrecht. Dank seiner Scharfsinnigkeit und Schlagfertigkeit in der Diskussion erhoffte sich die fürstliche Zentralverwaltung in seiner Person die Stellung eines Professors primarius. Heftig diskutiert unter den Kontrahenten wurde insbesondere die Frage, welche Bedeutung den altdeutschen Rechten (Schwabenspiegel, Sachsenspiegel und alemannisches Lehnsrecht) im Vergleich zu dem von Harpprecht vertretenen römischen Recht für die Beurteilung von Streitereien beizumessen war.
Der heftige Meinungsstreit zwischen beiden akademischen Lagern mit Sticheleien, Spottgedichten und gegenseitigen Schmähschriften führte zu einem untragbaren Klima innerhalb der juristischen Fakultät der Universität Kiel. Zu einer von Harpprecht erwünschten gerichtlichen „Disputation“ ist es erstaunlicherweise, wie Graf Henning Friedrich von Bassewitz an den Herzog berichtete, nur ein einziges Mal gegen Vogt (zu dessen Blamage) gekommen.
Heubel hat sich in seiner Antrittsrede vom 14. April 1723 Oratio auspicalis de pedantismo juridico vor der juristischen Fakultät der Christian-Albrecht Universität in Kiel sehr unbeliebt gemacht. Darin wandte er sich, zwar ohne Namen zu nennen, deutlich gegen Harpprecht, der darin als Pedant und Legulejus beschrieben wurde. Zu seiner Rede ließ Heubel unter musikalischer Beteiligung von Georg Philipp Telemann auch satirische Kantaten absingen, die von dem Hamburger Juristen Christian Friedrich Weichmann gedichtet waren. Die Kantaten waren mit vielen Grobheiten gespickt und mit viel Sinn für Satire und szenische Darbietung aufgeführt worden. In einer Kantate lautete der wiederholte Refrain stets:
Keine Torheit schadet mehr, 
keine Narrheit rast so sehr
als die in Gelehrten stecket. 

#### Absetzung
Heubel wurde wegen seiner Rede und der beleidigenden Kantaten vom Landesherrn aufgefordert, den Inhalt der Kantate und die in der Antrittsrede enthaltenen anstößigen Stellen zu widerrufen. Als er Einwendungen erhob und ein juristisches Credo vom 25. Juli 1723 veröffentlichte, das angesichts der äußerst angespannten Situation die Gegensätze nur noch mehr vertiefte, erhielt Heubel das Absetzungsdekret. Vogt und Arpe führten den Streit fort, was ihnen vom Gottorfer Hof übel genommen wurde. Es wird von einer inszenierten Trauerprozession in den längsten Sommertagen 1724 berichtet, bey brennenden Laternen und Wachsfackeln, an dem die Lehre der Universität zu Grabe getragen wird. Dabei trägt Arpe sein Buch Theatrum fati, Heubel seine Rede De pedantismo Juridico und Vogt seine letzte Disputation. Der Herzog verfügte am 2. Oktober 1724 auch die Absetzung von Arpe und Vogt. Nach seiner Absetzung scheint Arpe nur noch gelegentlich Honorar aus kleineren Anstellungen als Legationsrat am Hofe bezogen zu haben. Er wechselte mehrfach seine Stellung und versuchte, Teile seines aus 100 Bänden bestehenden Werkes Cimbria illustrata zur Geschichte Schleswig-Holsteins zu verkaufen. Band 39 dieser meist anonym edierten Sammlung befasst sich mit Academische Abentheuer zu Kiel von 1720-1725. Dort berichtet Arpe in Kapitel XXV über den feierlichen Auszug aus der Kieler Akademie als satirisch allegorischer Begräbniszug.

### Bibliotheca vulcani und andere clandestine Schriften
Nach dem Ausscheiden von Heubel aus der juristischen Fakultät werden seine hinterlassenen Spuren leider unschärfer. JHH wurde zum Hofrat und später zum schleswig-holsteinischen Justizrat ernannt. Der Zeitpunkt seiner Ernennungen ist nicht bekannt.
Bereits 1720 kündigte er in Leipzig die Veröffentlichung eines Buches Bibliotheca Germaniae historica an, das wohl nie ediert wurde. Darin wollte er deutsche Werke erfassen, wohl auch die nicht veröffentlichten und verbotenen Werke. In der Zeit der Frühaufklärung des 18. Jahrhunderts gab es zahlreiche Autoren und Sammler, die sich auf religionskritische und verbotene Schriften spezialisiert hatten.
Dazu gehörte auch Johann Lorenz Mosheim, ein Freund von Heubel und von Arpe. Heubel wollte eine Geschichte der verbrannten Bücher schreiben, eine möglichst vollständige Beschreibung von Inhalten öffentlich verbrannter Bücher, von ihren Autoren und den Umständen der Indizierung und er wollte sich pseudonym Brenno Vulcanius Heyseise nennen, denn sein gefährliches Vorhaben war tatsächlich ein heißes Eisen. Sein Werk sollte mit Bibliotheca Vulcanius betitelt und in französischer Sprache, wahrscheinlich in Holland verlegt werden. Ein ähnliches Projekt hatte zuvor Mosheim zwar geplant, es doch wieder aufgeben müssen, nachdem er Theologe wurde.
Wann immer er konnte, hat Heubel seine Reisen als Begleiter fürstlicher Gesandtschaften dazu benutzt, auswärtige Bibliotheken aufzusuchen und nach clandestinen Texten zu forschen. So begleitete er in seiner diplomatischen Tätigkeit den Grafen von Bassewitz im Frühjahr 1727 zum völkerrechtlichen Kongress nach Soissant und Paris, traf sich dort mit Bernard de LaMonnoye, der über Le livre des trois Imposteurs promoviert hatte. Dort in Paris suchte er in Geheimarchiven, Polizei- und Prozessakten und gelangte dabei an verbotenes und eingezogenes Schriftmaterial. Er suchte auch für seinen Freund Arpe nach den Prozessakten des Falles Lucilio Vanini. Das in Rostock aufgefundene handschriftliche umfangreiche Inventar von Namen und Titeln verbrannter Autoren und ihren Schriften, das Arpe unter Autor: Brenno Vulcanius Heyseihse/Joannes Henricus Heubelius in seinem Cimbria illustrata veröffentlicht hat, ist wahrscheinlich 1728 von Heubel aus Paris per Brief zu Arpe gelangt. Diese Liste endet mit Werken aus 1728.
Nach seiner Rückkehr aus Paris Anfang August 1729 nahm JHH sofort wieder Kontakt zu Johann Christoph Wolf auf, um an seinem Vorhaben weiter zu arbeiten. Wolf, 11 Jahre älter als Heubel, verfügte über eine umfangreiche private Bibliothek, darunter auch verbotene Texte, die er 1731 durch Zukauf der Bibliothek von Zacharias Conrad von Uffenbach, der sich gleichfalls mit clandestinen Werken befasste, erweitert hat. Wolf hat sich die Listen von Heubel abgeschrieben, um einige eigene Zusätze ergänzt, und veröffentlicht. Diese geheime Liste findet sich auch in einer 1735 in Holland gedruckten Edition von La vie de Spinoza, die aber in Hamburg vorbereitet wurde, und zwar von Arpe und Heubel. Zur Begründung weist Mulsow darauf hin, dass diesem Werk ein zweiter Anhang beigefügt ist, der identisch ist mit der von Heubel in Paris erstellten Liste der Bibliothèque de Vulcain.
Offen bleibt bisher die große Frage, weshalb die Resultate von Heubels Forschungen bis heute verschwunden geblieben sind.

### Die letzten Jahre in Hamburg
Er lebte seit 1733 wieder in Hamburg als Privatmann ohne öffentlichen Ämter (im Alter von nur 39 Jahren!). Am 24. Mai 1740 wird seine uneheliche Tochter Henrietta Elisabeth und bald darauf am 18. Juni 1741 Tochter Sophia Amalia geboren. Anschließend, etwa im Jahre 1742 heiratete er Ulrica Eleonora Franziska Elisabeth Grünert. Bald darauf, am 19. Juni 1743 wird deren gemeinsame Tochter Henrietta Friederika geboren. JHH wohnte 1743 am Pferdemarkt. Dort galt er jedoch als Fremder. 1745 wohnt er in Hamburg „An der Koppel“. Dort wird am 2. Mai 1745 der erste Sohn August Heinrich geboren und am 6. Mai 1745 zu Hause getauft. Aufgrund seiner langjährigen engen Bindung an das herzogliche Haus Schleswig-Holstein gehörten zu den Taufpaten:
- Friedrich August, Herzog zu Schleswig-Holstein (1711–1785), später Herzog zu Oldenburg
- Christian August, Herzog zu Anhalt-Zerbst (1690–1747), Ehemann von Johanna Elisabeth und Vater von Katharina II von Russland.
- Sophia Charlotte, Herzogin zu Schleswig-Holstein-Sonderburg-Beck (1722–1763). Sie war die Ehefrau von Herzog Georg Ludwig und damit die Schwägerin von Friedrich August.

Noch in demselben Jahr 1745 beendete JHH Teil I seiner deutschen Übersetzung Leben Karls XII, König von Schweden. Es folgten 1746 und 1751 die Teile II und III. Dieses große Werk (mit Münzen und Kupfern) war schwedisch von Dr. Ge. Andr. Nordberg verfasst und bei Trausold in 3 mächtigen Schweinslederfolianten gedruckt. Seine deutsche Übersetzung hat JHH seinem ehemaligen Zögling Adolf Friedrich (1710–1771), dem späteren König von Schweden, gewidmet. Dabei erwähnte JHH seinen eigenen Namen und fügte der Übersetzung viele Anmerkungen hinzu.
Der zweite Sohn Carl Heinrich wird An der Koppel geboren und am 12. Januar 1748 zu St. Georg getauft.
Am 13. Juli 1756 wird in Hamburg seine Ehefrau Ulrica Eleonora Francisca Elisabeth, geb. Grünert begraben. JHH überlebt sie um 2 ½ Jahre und wird in Hamburg am 6. Dezember 1758 begraben.